# Mimostrangalia kiangsiensis
Mimostrangalia kiangsiensis är en skalbaggsart som beskrevs av Hayashi och Jean François Villiers 1985. Mimostrangalia kiangsiensis ingår i släktet Mimostrangalia och familjen långhorningar. Inga underarter finns listade i Catalogue of Life.